# Provinciaal fietspad
Een provinciaal fietspad is een fietsroute aangelegd en beheerd door de provincie en bestaan zowel in Nederland als België. De fietspaden zijn (voor interne doelen) genummerd.